# Moše Šaret
Moše Šaret (rodným jménem Moše Šertok, hebrejsky: משה שרתוק, ukrajinsky: Мойсей Шерток; 15. října 1894, Cherson – 7. července 1965, Jeruzalém) byl izraelský politik, sionistický vůdce a jeden ze signatářů izraelské deklarace nezávislosti. V letech 1954 až 1955 byl v pořadí druhým izraelským premiérem.

## Mládí
Narodil se ve městě Cherson v Ruském impériu (dnešní Ukrajina) do rodiny Ja'akova a Fanny Šertokových. Jeho otec patřil mezi zakládající členy Biluistů, sionistické skupiny, která se v 80. letech 19. století rozhodla převzít iniciativu při zřízení pevného záchytného bodu a obrodě židovského života v zemi izraelské. Nedokázal se však přizpůsobit práci v zemědělství a vrátil se zpět do Ruska. Celá rodina nakonec v roce 1906 (některé zdroje uvádí rok 1908) podnikla aliju do tehdejší osmanské Palestiny, kde se usadila v arabské vesnici Ejn Sinija ležící v samařských kopcích mezi Jeruzalémem a Náblusem. Díky vyrůstání v arabském prostředí se naučil arabským zvykům a mluvil plynně arabsky.
V roce 1910 se jeho rodina přestěhovala do Jaffy a stala se jednou ze zakládajících rodin Tel Avivu. V tomto městě se stal Moše žákem historicky prvního ročníku na prvním hebrejském gymnáziu Herzlija, kde byli jeho spolužáky Elijahu Golomb a Dov Hoz. Oba se později stali prominentními sionistickými vůdci, předními členy Hagany, architekty bezpečnostní politiky jišuvu a Šertokovými švagry. V roce 1913 odešel studovat právo na Univerzitu Kušta (dnes Istanbulská univerzita), kde studovali i Jicchak Ben Cvi a David Ben Gurion. Jeho studia však přerušila první světová válka, v jejímž důsledku se vrátil zpět do Tel Avivu. Řada Židů byla deportována, Šertok se však rozhodl přijmout osmanské občanství a v roce 1916 vstoupil do osmanské armády a úspěšně prošel jejím důstojnickým kurzem. Po zbytek války pak v armádě sloužil jako překladatel turečtiny a arabštiny.
V roce 1922 se oženil s Ciporou Me'irovovou, se kterou měl tři děti; dceru Ja'el a syny Ja'akova a Chajima.

## Sionistické aktivity

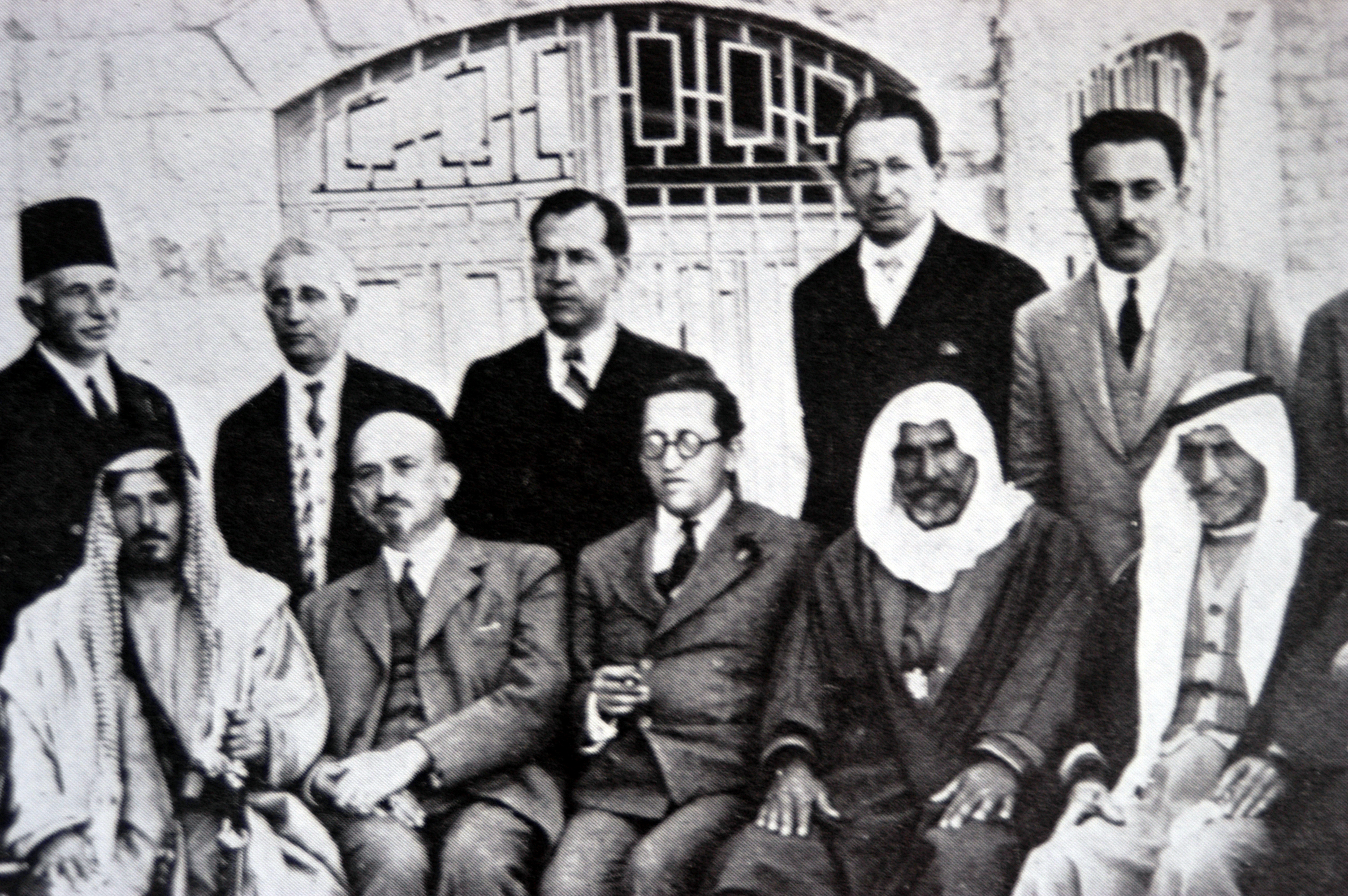
Setkání sionistických vůdců s Araby ze Zajordánska v Jeruzalémě: Moše Šertok (horní řada, první zprava) stojí vedle Jicchaka Ben Cvi. Ve spodní řadě sedí uprostřed Chajim Arlozorov, po jehož levici je Chajim Weizmann. 1933

Po válce pracoval jako odborník na arabské záležitosti a nákupčí půdy při Asifat ha-nivcharim. V roce 1920 se stal členem socialistické strany Achdut ha-avoda, ze které se v roce 1930, po sloučení s jinou levicovou stranou, stala strana Mapaj. V roce 1920 (některé zdroje uvádí rok 1922) odešel studovat ekonomii do Spojeného království na London School of Economics, kde jej během jeho studií ovlivnil levicový intelektuál a myslitel Harold Laski. Šertok se začal angažovat ve straně Poalej Cijon a od roku 1925 působil jako zástupce Berla Kacnelsona, redaktora levicového deníku Davar, vydávaného odborovou federací Histadrut. V roce 1929 povýšil a stal se šéfredaktorem Davaru.
V roce 1931 se vrátil do Palestiny, kde se stal tajemníkem politické sekce Židovské agentury, která byla „téměř vládou“ židovského společenství v britském mandátu. V roce 1933 se po zavraždění Chajima Arlozorova stal ředitelem politické sekce a tuto funkci zastával až do vzniku Izraele v roce 1948. V letech 1933 až 1948 se rovněž účastnil jednání mezi sionisty a britskou správou mandátní Palestiny, která vedla až ke vzniku Izraele. V roce 1936 připravil podklady pro šetření Peelovy komise, která měla prošetřit okolnosti arabského povstání, a zároveň podpořil Ben Guriona a Chajima Weizmanna v přijetí návrhu komise na rozdělení britského mandátu (k tomu však nakonec podle tohoto návrhu nedošlo).
V průběhu druhé světové války sehrál klíčovou roli při vzniku Židovské brigády, zvláštního vojenského uskupení v rámci Britské armády vzniklého v roce 1944. Podporoval rovněž „mobilizaci židovské mládeže do jednotek britské armády“ a aktivně protestoval proti britské restriktivní protiimigrační politice, formulované MacDonaldovou bílou knihou z roku 1938/1939. Ta výrazným způsobem omezila židovskou imigraci do mandátní Palestiny v době, kdy v Evropě proběhla Křišťálová noc a nacisté zvyšovali perzekuci židovského obyvatelstva. V průběhu války i po ní podporoval strategii organizované masové ilegální migrace. V roce 1940 zahynuly při automobilové nehodě Šaretovy sestry Cvia a Rivka spolu s manželem (Šertokův spolužák Hoz).

### Po druhé světové válce

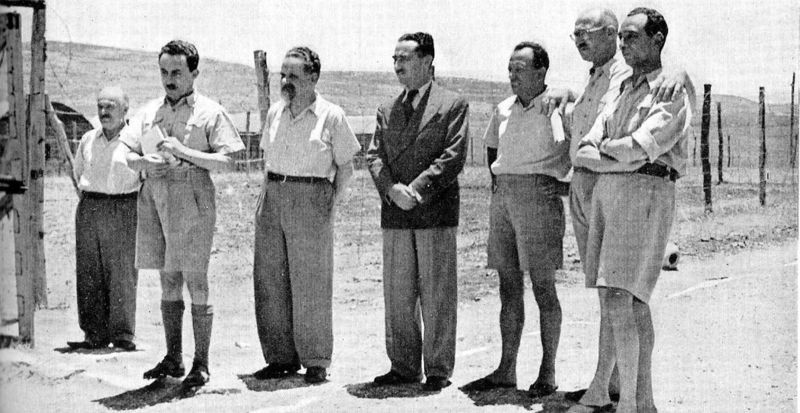
Sionističtí vůdci zadržení během britské operace Agáta (tzv. černý šábes). Zleva: David Remez, Moše Šertok, Jicchak Gruenbaum, Dov Josef, Mr. Šenkarsky, David Hakohen, Mr. Halperin. Latrún, 1946

V prvních poválečných britských parlamentních volbách doufal ve vítězství Labour Party, které by mohlo přinést uvolnění zmíněných restrikcí. Nová vláda v čele s Clementem Attleem však očekávání nenaplnila a namísto toho prováděla značně proarabskou zahraniční politiku. I v poválečném období Britové nadále zadržovali lodě s židovskými uprchlíky z Evropy, které umisťovali do internačních táborů, což vedlo ke stupňujícímu se židovskému protibritskému odporu. Britská politika byla navíc stále více kritizována Spojenými státy, a proto byl v počátkem roku 1946 ustanoven Anglo-americký vyšetřovací výbor, který měl nalézt shodu nad politikou přijímání Židů do britského mandátu. Podklady pro vyšetřovací výbor byly zpracovány politickou sekcí Židovské agentury, kterou vedl Šertok, jenž před komisí jakožto mluvčí agentury sám vypovídal. Závěrečná zpráva výboru, která mimo jiné doporučovala zrušení MacDonaldovy bílé knihy, však byla Brity odmítnuta. Namísto toho se Spojené království rozhodlo potlačit židovský odpor ozbrojenou silou. Součástí tohoto postupu byla operace Agáta (spíše známá jako černá sobota nebo černý šábes), během níž byli v červnu 1946 zatčeni čelní představitelé sionistické exekutivy, včetně Šertoka, a následně po čtyři měsíce vězněni v internačním táboře v Latrunu. Toho po uvěznění v čele politické sekce nahradila jeho zástupkyně Golda Meyersonová (později Meirová).
Po sérii útoků na britské síly (např. bombovém útoku na hotel Krále Davida) se nakonec britská vláda v roce 1947 vzdala svého mandátu v Palestině. Nově vytvořená Organizace spojených národů (OSN) vytvořila zvláštní komisi pro Palestinu (UNSCOP), která měla připravit návrh na budoucí řešení situace v mandátní Palestině. Šertok po svém propuštění přenechal Meyersonové politické oddělení a odletěl do Spojených států kvůli jednání s komisí. Nakonec sehrál významnou roli při „mobilizaci mezinárodní podpory“, díky níž byl 29. listopadu 1947 přijat plán OSN na rozdělení Palestiny, podle něhož se území britského mandátu mělo rozdělit na arabský a židovský stát a Jeruzalém měl zůstat pod mezinárodní správou OSN jako corpus separatum. Židé plán přijali, přestože 75 % území, které jim bylo přiřknuto, byla poušť, zatímco Liga arabských států a Vysoká arabská komise plán odmítly. Své výhrady k plánu vyjádřila rovněž britská vláda, která se odmítla „podílet na implementaci řešení, které není akceptováno oběma stranami.“ Zároveň oznámila den vypršení mandátu, který byl po úpravě stanoven na 15. května 1948. Krátce před vypršením mandátu Šertoka upozornil americký ministr zahraničních věcí George Marshall, že v případě vyhlášení nezávislosti Spojené státy nebudou moci poskytnout vojenské prostředky k ubránění nově vzniklého státu. Šertok však návrh na odložení vyhlášení nezávislosti odmítl a vrátil se z Washingtonu zpět do mandátní Palestiny.

## Politická kariéra

### Ministr zahraničních věcí

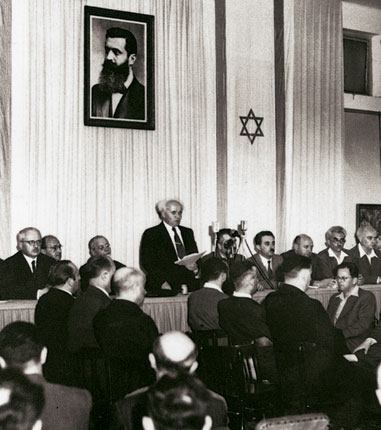
David Ben Gurion veřejně předčítá deklaraci nezávislosti ve staré budově Telavivského muzea umění pod portrétem Theodora Herzla. Druhá osoba, sedící napravo od něj, je Moše Šertok.

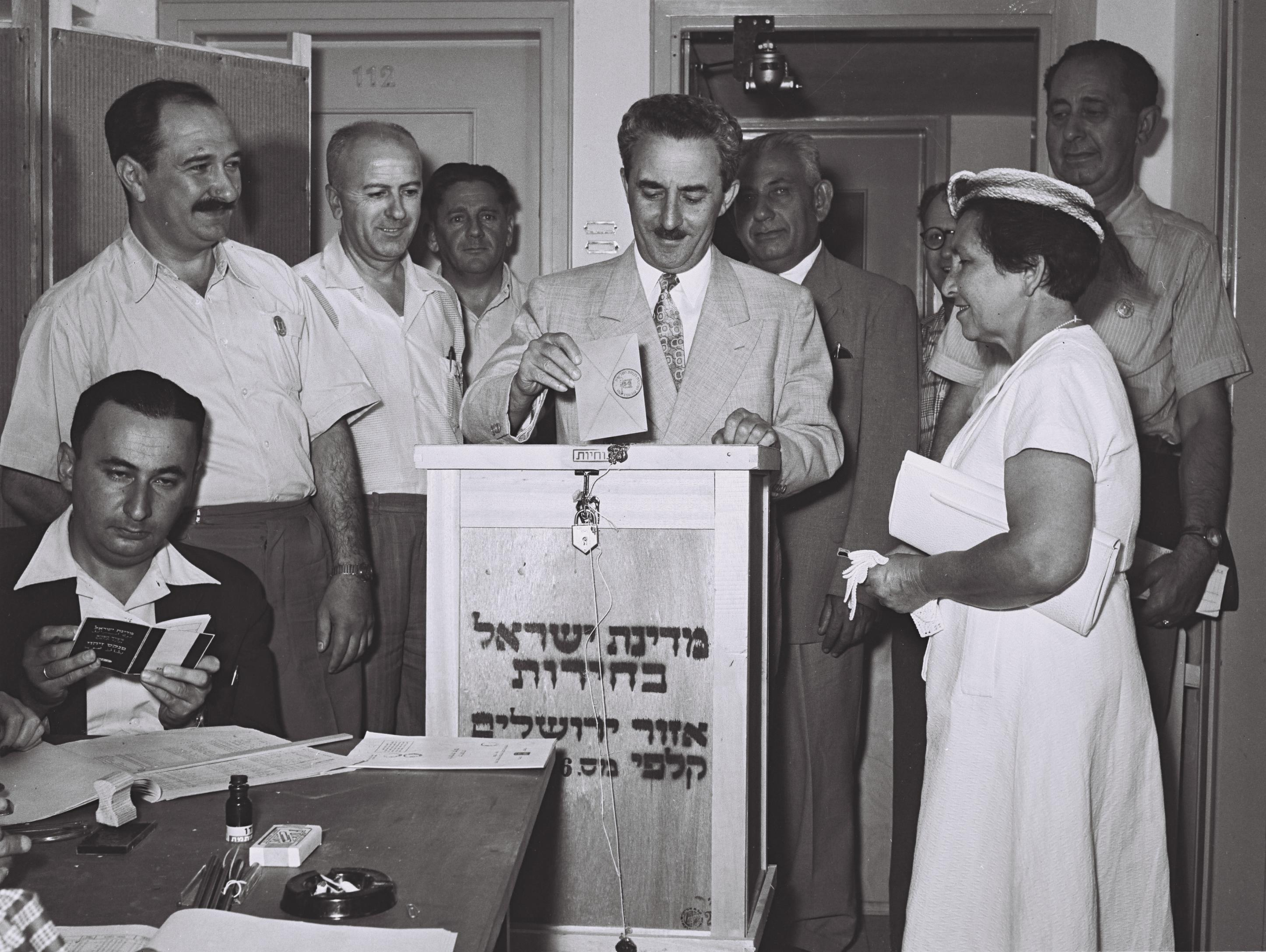
Premiér Šaret vhazuje svůj hlasovací lístek při parlamentních volbách v roce 1955

Po svém návratu se stal členem Moecet ha-Am‎ a Minhelet ha-Am‎, tedy pozdější prozatímní státní rady a prozatímní vlády. Zároveň se podílel na vytvoření druhého a třetího návrhu izraelské deklarace nezávislosti. Dne 12. května se zúčastnil hlasování zdali přijmout americký návrh na příměří nebo vyhlásit nezávislost. Poměrem šest ku čtyřem nakonec zvítězila Šertokem podporované vyhlášení nezávislosti. To se slavnostně uskutečnilo 14. května v Tel Avivu a Moše Šertok byl jedním ze třiceti sedmi signatářů a zároveň posledním z nich, který deklaraci podepsal. Po vyhlášení nezávislosti se z Moecet ha-Am‎ a Minhelet ha-Am‎ stala prozatímní státní rada a prozatímní vláda, v nichž obou byl Šertok zastoupen. V prozatímní vládě zastával post ministra zahraničních věcí. Po svém jmenování do funkce si v srpnu téhož roku hebraizoval příjmení na Šaret, což v hebrejštině znamená „služba“.

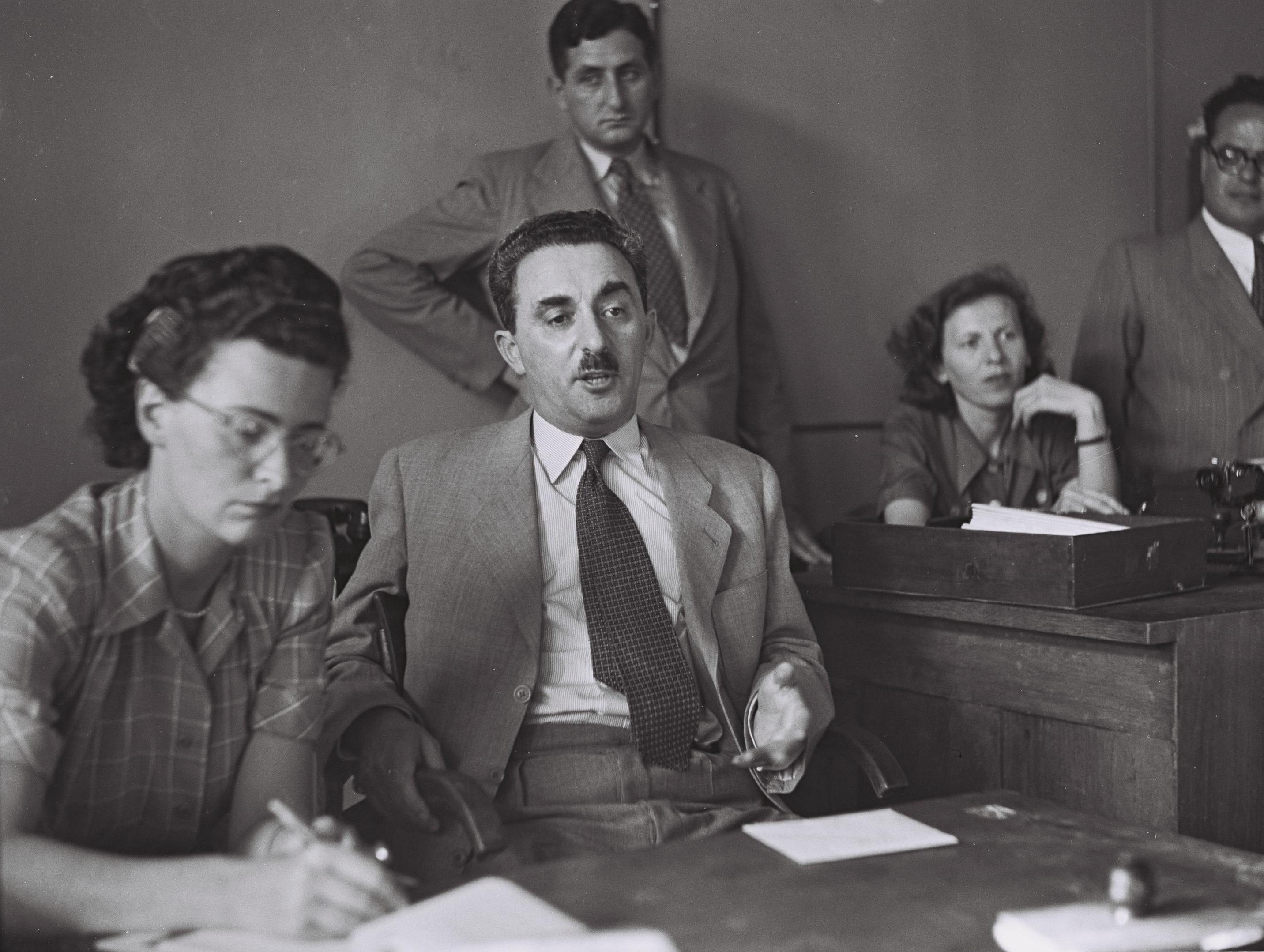
Moše Šaret hovoří na tiskové konferenci v Tel Avivu, 1948

Během izraelské války za nezávislost se jako šéf izraelské diplomacie musel vyjádřit k otázce arabských uprchlíků, kterou s ním probíral vyslanec OSN Folke Bernadotte. Formuloval oficiální izraelský postoj, který zněl: „Nemůžeme souhlasit s hromadným návratem arabských uprchlíků, tak dlouho, dokud bude válka pokračovat. Jsme připraveni diskutovat o výjimečných případech (…) každý případ individuálně.“ Na Bernadotteho připomínku, že svět nepochopí izraelský postoj odvětil, že „svět, který pochopil vykořenění sudetských Němců z Československa, to pochopí.“ Navzdory tradičnímu pohledu na Šaretovy názory byl on sám v případě řešení arabsko-izraelského konfliktu pesimista. Již ve 20. letech přiřkl příčiny konfliktu „rasovým a národnostním instinktům, síle jazyka, posvátnosti tradic“ a rozdílnému „náboženskému, národnostnímu a kulturnímu založení obou národů,“ přičemž nevěděl o způsobu, jak tyto rozdílnosti překlenout.
V roce 1949 byl v prvních parlamentních volbách zvolen poslancem za stranu Mapaj a členem izraelského parlamentu byl až do své smrti v roce 1965. K jeho největším úspěchům ve funkce ministra zahraničních věcí patřily dohody o příměří z roku 1949. Tyto oficiálně ukončily vojenské akce mezi Izraelem a jeho arabskými sousedy v izraelské válce za nezávislost. Za jeho působení v čele diplomacie Izrael navázal diplomatické vztahy s řadou zemí, stal se členem Organizace spojených národů (OSN) a v roce 1952 přijal dohodu o válečných reparacích s Německem. Ve vládě patřil k hlavním představitelům „diplomatů,“ kteří stáli proti „vojákům,“ jež vedl premiér Ben Gurion. Tyto dvě skupiny se střetávaly především v otázce, jak reagovat na arabské útoky. Tento střet ve své knize popisuje Luc Rosenzweig následovně:
„Diplomaté“ byli stoupenci důsledného dodržování dohod o příměří. Podle nich se nemělo odpovídat na útoky druhé strany útokem, ale měla se podat stížnost komisi dohlížející na dodržování dohody a původci útoku měli být vypátráni, zatčeni a potrestáni ve své zemi. Takový postoj by posílil izraelské postavení na mezinárodní scéně. „Vojáci“ naopak zastávali názor, že podobné stížnosti k ničemu nevedou, a že arabské státy ve skutečnosti útočníky podporují. Závěr byl ten, že jediný způsob, jak tyto vpády definitivně zastavit nebo přinejmenším odradit ozbrojené skupiny od útoků na izraelské Židy a jejich majetek, je nemilosrdná odveta
Luc Rosenzweig, Ariel Šaron, s. 62
V roce 1952 se v rámci snah o zlepšení vztahů s Vatikánem setkal s papežem Piem XII. Izraelským cílem bylo navázat plné diplomatické vztahy s Vatikánem, avšak tehdejší diplomatické snahy skončily neúspěšně. Papež navíc při své návštěvě Izraele v lednu 1964 dal najevo, že Vatikán Izrael de iure neuznává.

### Dočasně premiérem
V prosinci 1953 rezignoval premiér David Ben Gurion a na jeho postu jej vystřídal Šaret. Prosazoval umírněnou politiku, založenou na řešení problémů se sousedními arabskými státy prostřednictvím diplomacie. Svou politiku ale nebyl schopen efektivně provádět kvůli nedostatku podpory ze strany některých členů své vlády, kteří obcházeli jeho autoritu a dále se radili s Ben Gurionem. Během jeho působení v čele vlády nabíral izraelsko-palestinský konflikt na intenzitě a v důsledku Lavonovy aféry se v roce 1955 Ben Gurion vrátil zpět do vlády jako ministr obrany. V listopadu téhož roku Šaret rezignoval a uvolnil Ben Gurionovi místo na postu premiéra.
Šaret následně až do roku 1956 působil jako ministr zahraničních věcí. Po odchodu z ministerstva zahraničních věcí odešel z politiky. Stal se předsedou vydavatelství Am Omed, předsedou Bejt Berl College. V roce 1960 byl zvolen předsedou Světové sionistické organizace a Židovské agentury a v obou funkcích stál až do své smrti v roce 1965. Poslední léta svého života věnoval literární činnosti. Zemřel 7. července 1965 ve věku 70 let a je pohřben na telavivském Trumpeldorově hřbitově.

## Ocenění a památka

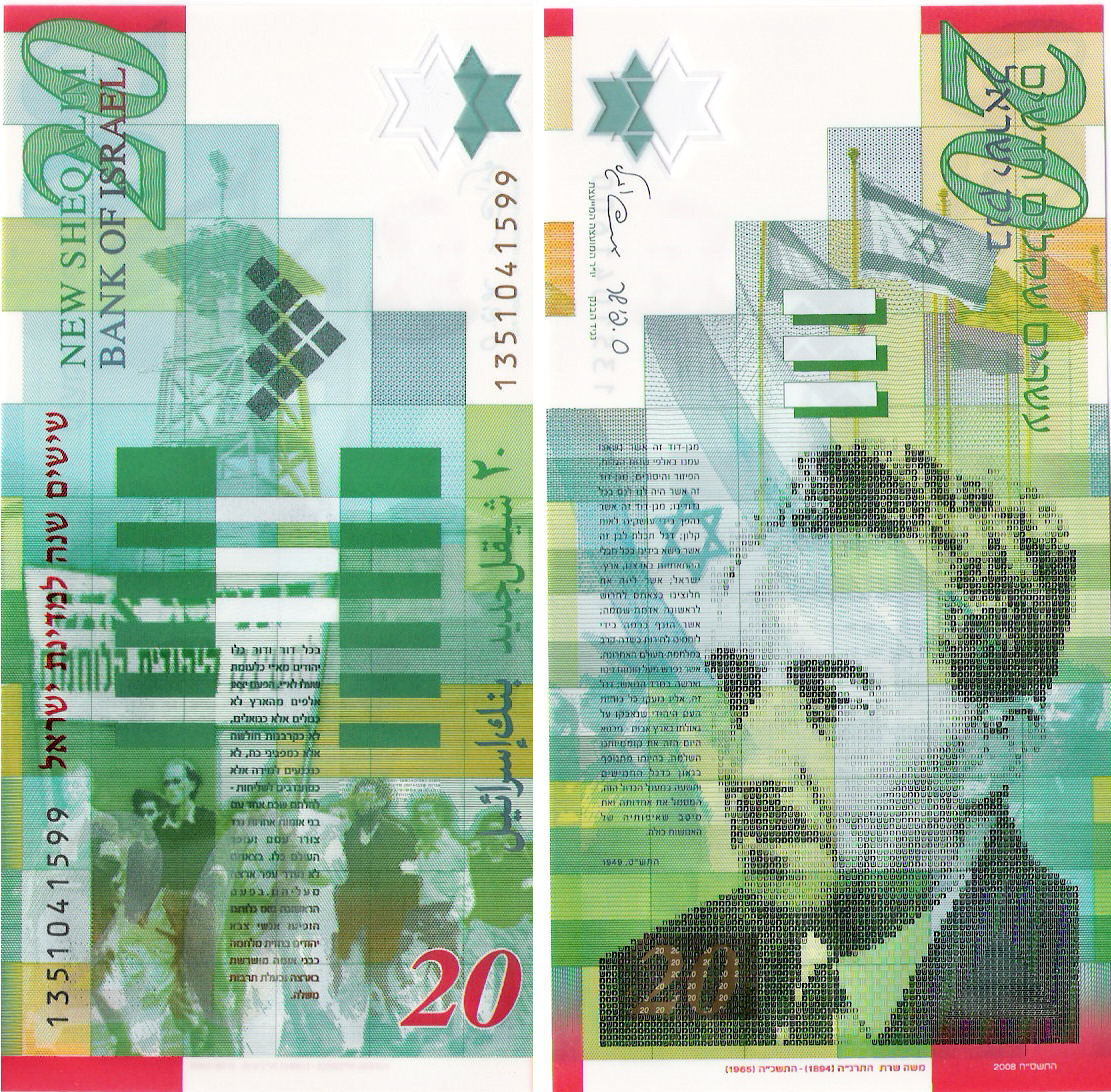
20šekelová bankovka je s Šaretovým portrétem v oběhu od roku 1987.

V roce 1959 mu byla za jeho novinářskou činnost a dílo Oar in Asia udělena Sokolovova cena. Jeho syn Ja'akov založil k uctění jeho památky společnost Moshe Sharett Heritage Society. V Izraeli nese jeho jméno řada ulic a čtvrtí. Od roku 1987 jsou v oběhu bankovky v nominální hodnotě 20 šekelů (zhruba 100 Kč). Na aversní straně je zobrazen Šaretův portrét a událost vyvěšení izraelské vlajky u budovy OSN, společně s textem jeho projevu při této příležitosti. Na reversní straně jsou vyobrazeni dobrovolníci z řad Židovské brigády, věž z izraelského typu osídlení hradba a věž a text, který pronesl v rozhlasu po návštěvě Židovské brigády v Itálii.

## Šaretův deník
Šaret si vedl deníky, které byly po jeho smrti knižně vydány. První vydání bylo v hebrejštině (Osobní deník Moše Šareta, Yoman Ishi. Tel Aviv: Ma'ariv, 1979) za určité nelibosti tehdejšího estabilišmentu. Šaret v něm mimo jiné věci vyjadřuje své osobní názory na vedení nově založeného státu, taktika a strategie vyjednávání i boje s arabskými regionálními hráči. Pro mnoho historiků zaměřujících se na blízkovýchodní tematiku se stal zajímavým doplňujícím primárním zdrojem mimo oficiální prameny, popisující kontext Izraele na konci 40. a v průběhu 50. let 20. století.